# Jari Niinimäki
Jari Niinimäki (né le 1er décembre 1957 en Finlande et mort le 10 juin 2023) est un footballeur international finlandais, qui jouait en tant qu'attaquant.
Il est surtout connu pour avoir terminé meilleur buteur du championnat de Finlande lors de la saison 1986 avec 13 buts (à égalité avec Ismo Lius).
Ses deux fils Jarno et Jesse Niinimäki sont tous deux joueurs de hockey professionnels.

## Palmarès
Ilves Tampere
- Championnat de Finlande (1) :
  - 1983

- Coupe de Finlande (1) :
  - 1979